# Gilmelândia
Gilmelândia Palmeira dos Santos (Salvador, 20 de setembro de 1975), também conhecida apenas como Gil, é uma cantora e apresentadora brasileira.
Foi vocalista da Banda Beijo entre 1998 e 2001, onde gravou os sucessos "Arrastão", "Peraê" e "Bate Lata". Em carreira solo, destacou-se com os sucessos "Maionese", "Miau" e "Chegou o Verão", esta última presente no álbum O Canto da Sereia (2005), indicado ao Grammy Latino.

## Biografia
Filha de Joana D’Arc Palmeira e Orlando dos Santos, Gilmelândia Palmeira dos Santos nasceu na cidade de Salvador, capital da Bahia. Seu nome é uma junção de Jumelândia, homenagem a uma amiga de sua mãe, com Gil, referente à Barra do Gil, praia da Ilha de Itaparica, onde seus pais passaram a lua-de-mel, tendo como irmãos Angstron (Tom), Celsius e Flávia.
Apesar de ter passado por uma infância pobre, tendo uma família humilde, Gil sempre nutriu o sonho de ser artista, mesmo contra a vontade da mãe que, segundo a cantora, lhe dava surras de caçarola para que desistisse do sonho. Na adolescência começou a fazer serviços domésticos em Brotas, bairro de classe média de Salvador, sendo que na mesma época se formou no magistério e se tornou professora.

## Carreira

### 1990–97: Início da carreira
Em 1990, aos 15 anos, uma vizinha lhe apresentou o músico Tom Caldas, após ouvir Gil cantar diversas vezes, sendo que o cantor se tornou seu parceiro musical e futuramente namorado. Ainda com o impedimento da família, que temia o envolvimento da cantora com bebidas e drogas, Gil passou a cantar escondida em bares e festivais junto com Tom, fugindo de casa para se apresentar. A dupla tinha apenas um equipamento de som que carregavam e instalavam. Conciliando com a dupla, Gil integrou outras bandas como Pinote, Jóia e Laranja Mecânica.
Em 1997, se separou da dupla com Tom Caldas, encerrando sua carreira independente em um último show Lagoa do Abaeté, após assinar com a Universal Music para ser a nova vocalista da Banda Beijo.

### 1998–01: Banda Beijo
Em 1998, Marquinhos Carvalho, backing vocal do cantor Netinho ouviu uma fita K-7 de Gilmelândia gravada independente e levou para o cantor, que procurava um novo vocal para a Banda Beijo, grupo que tinha saído em 1992 para seguir carreira solo e estava parado desde então sem um vocalista ou gravação de álbuns. Após contatar Gilmelândia e assinarem com a Universal Music para lançá-la como a nova cantora da Banda Beijo, a gravadora lhe sugeriu que usasse como nome artístico apenas Gilmelândia, para melhor compreensão do público. A cantora passou por nove meses de preparação de canto e dança, além de emagrecer dez quilos e cortar os cabelos longos em forma de cocós (birotes amarrados com fios de arame). O guarda-roupas passou também por uma transformação, trocando os vestidos colados por calças folgadas, aderindo ainda tatuagens de hena e piercings, compondo um visual andrógino, inspirado na juventude londrina, tendo o novo visual assinado pelo estilista gaúcho Miguel Carvalho.
Ainda em 1998, a Banda Beijo lançou seu primeiro álbum com Gilmelândia nos vocais, o Banda Beijo Ao Vivo embalado pela canção "Peraê", que rapidamente alcançou o primeiro lugar no Hot 100 Brasil, sendo que em outubro a banda estreia sua primeira turnê com a nova formação no Rio de Janeiro. Nessa época Gilmelândia ficou marcada pela frase "Não é Banda Beijo? Então tem que ter beijo", incentivando as pessoas a se beijarem nos shows enquanto cantava o sucesso "Beijo Na Boca", canção dos tempos de Netinho como vocalista.
Em 1999, a banda lançou seu segundo álbum com a cantora, intitulado Meu Nome é Gil com o sucesso "Venha".
Em 2000, foi lançado Apaixonada, o terceiro e último álbum com Gilmelândia como vocalista, embalado pelo sucesso "Bate Lata", antes da cantora deixar a banda para seguir carreira solo, aconselhada por seu empresário e pelo cantor Netinho.

### 2001–presente: Carreira solo
Em dezembro de 2001, Gilmelândia lança seu primeiro single, "Maionese", carro-chefe de seu primeiro álbum solo, Me Beija.
Em 2002, menos de um ano depois de lançar Me Beija, lança o segundo álbum, Movimento, tendo como maior sucesso do álbum a canção "Miau", sendo que as vendas do álbum foram muito abaixo do primeiro.
Em 2003, a cantora lança seu primeiro álbum ao vivo, intitulado Gilmelândia ao Vivo, trazendo uma releitura da canção "Você Não Me Ensinou a Te Esquecer".
Em 2005, voltou ao cenário musical embalada pela canção "Chegou o Verão", presente no álbum O Canto da Sereia.
Na televisão, esteve à frente do programa Viva a Noite, no SBT, como apresentadora no ano de 2007, além fazer pequenas aparições em programas e séries como atriz.
Em 2008, lançou o single "Dominado" e, logo após, dedica-se a um álbum em parceria com o Vixe Mainha.
Em 2010, Gilmelândia foi escolhida para ser a madrinha do Barradão em Chamas, festa organizada pela torcida do Esporte Clube Vitória para a final da Copa do Brasil, time de coração da cantora.
Em 2011, Gilmelândia foi contratada pela RedeTV! para apresentar o programa Superpop enquanto Luciana Gimenez entrava em licença-maternidade.
Para o carnaval de 2025, Gilmelândia lançou a música "Tá Docinha". Em maio, lança uma releitura de "Velha Infância" dos Tribalistas em ritmo de forró.

## Discografia
Álbuns de estúdio
- Me Beija (2002)
- Movimento (2003)
- O Canto da Sereia (2005)

## Filmografia
| Ano  | Título                  | Personagem    | Notas                                            |
| ---- | ----------------------- | ------------- | ------------------------------------------------ |
| 2000 | Ô... Coitado!           | Carolina      | Temporada 2                                      |
| 2007 | Viva a Noite            | Apresentadora |                                                  |
| 2009 | Band Folia              | Apresentadora |                                                  |
| 2010 | Boi Manaus              | Apresentadora | Especial de final de ano                         |
| 2011 | Superpop                | Apresentadora | Durante a licença-maternidade de Luciana Gimenez |
| 2012 | Cante se Puder          | Participante  | Episódio: "Temporada 2, episódio 1"              |
| 2025 | MasterChef Celebridades | Participante  | Temporada 1                                      |

| Ano  | Título                                    | Personagem | Nota         |
| ---- | ----------------------------------------- | ---------- | ------------ |
| 2005 | Chame Gente - A História do Trio Elétrico | Ela mesma  | Documentário |
| 2017 | Axé: Canto do Povo de um Lugar            | Ela mesma  | Documentário |

## Turnês
- Turnê Me Beija (2001–02)
- Turnê Movimento (2003–04)
- Turnê Ao Vivo (2004)
- Turnê Verão (2005–08)
- Turnê Gilmelândia & Vixe Mainha (2009–11)
- Turnê Game Show (2011–14)
- Turnê Gil Canta Caetano (2011–presente)
- Tambor de Gil: Ao Vivo (2015–presente)